# 华东师范大学附属东昌中学
华东师范大学附属东昌中学简称东昌中学，是上海市浦东新区的一所区级实验性示范性高中以及上海市特色普通高中。

## 简介
学校于1954年创建，名为上海市东昌中学，在1982年成为黄浦区重点中学，自1993年和华东师范大学联合办学后，改名为华东师范大学附属东昌中学。学校坐落于上海陸家嘴金融貿易區附近，與环球金融中心、金茂大厦等上海知名建筑毗邻。是浦东新区较为著名的区重点中学。该校有三个年级，每个年级有12到14个班级。东昌中学的学生自称为DCer。